# Woodson (Familienname)
Woods ist ein englischer Familienname.

## Herkunft und Bedeutung
Woodson ist als Variante von Woods ein Patronym frühmittelalterlichen Ursprungs. In den meisten Fällen handelte es sich um einen Wohnstättenname für den Sohn einer Person, die in einem Wald lebt, oder als Berufsname um den Sohn eines Holzfällers oder Försters.

## Namensträger
- Abe Woodson (* 1934), US-amerikanischer Footballspieler
- Ali-Ollie Woodson (1951–2010), US-amerikanischer Soulsänger
- Carter G. Woodson (1875–1950), US-amerikanischer Historiker
- Charles Woodson (* 1976), US-amerikanischer Footballspieler
- Daniel Woodson (1824–1894), US-amerikanischer Politiker
- Darren Woodson (* 1969), US-amerikanischer Footballspieler
- Jacqueline Woodson (* 1963), US-amerikanische Schriftstellerin
- Lewis Woodson (1806–1878), US-amerikanischer Priester, Erzieher und Autor
- Mike Woodson (* 1958), US-amerikanischer Basketballspieler
- Robert Everard Woodson (1904–1963), US-amerikanischer Botaniker
- Rod Woodson (* 1965), US-amerikanischer Footballspieler
- Samuel H. Woodson (Politiker, 1777) (1777–1827), US-amerikanischer Politiker (Kentucky)
- Samuel H. Woodson (Politiker, 1815) (1815–1881), US-amerikanischer Politiker (Missouri)
- Sarah Jane Woodson Early (1825–1907), US-amerikanische Pädagogin, Abstinenzlerin und Autorin
- Silas Woodson (1819–1896), US-amerikanischer Politiker
- Terry Woodson (1941–2022), US-amerikanischer Jazzmusiker, Arrangeur und Orchesterleiter
- Tracy Woodson (* 1962), US-amerikanischer Baseballspieler